# Liparetrus obesus
Liparetrus obesus är en skalbaggsart som beskrevs av Britton 1980. Liparetrus obesus ingår i släktet Liparetrus och familjen Melolonthidae. Inga underarter finns listade i Catalogue of Life.